# Дей, Стивен
Стивен Дей, старший (Stephen Daye, Sr.; ок. 1594—1668) — первый книгопечатник в Северной Америке.

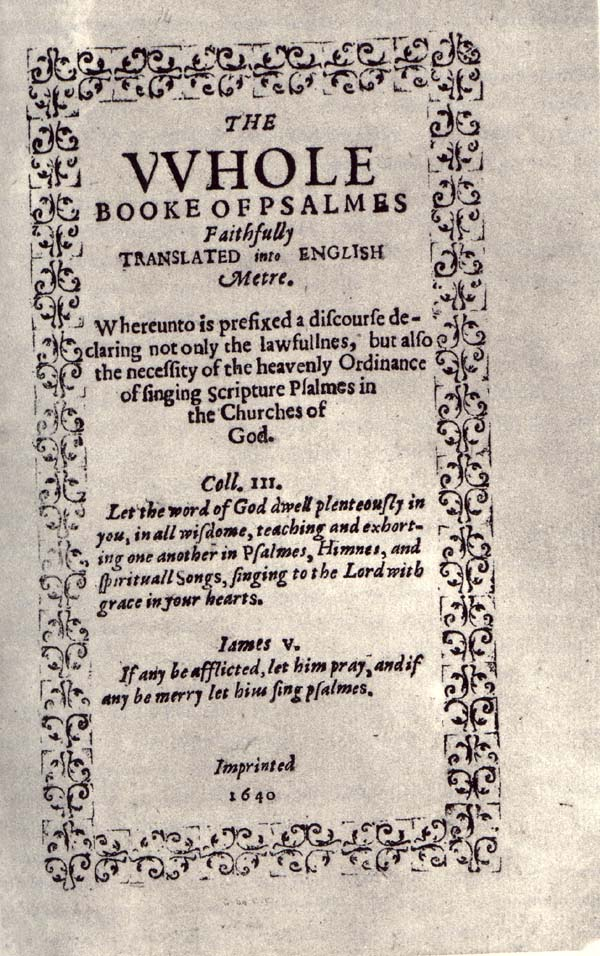
Титульный лист «Массачусетской книги псалмов», напечатанной Деем в 1640 году.

## Биография
Родился Дей в Лондоне. Уже взрослым человеком переехал в Массачусетс. В Новый Свет его сопровождали жена Ребекка, сыновья Мэтью (ум. в 1649), Стивен младший и пасынок Уильям Бордман (ум. в 1685), а также три человека прислуги. Из записи, относящейся к 1638 году, следует, что Стивен Дей, слесарь по профессии, заключил контракт с преподобным Джозефом Гловером, и должен выплатить ему 51 фунт стерлингов за перевозку на корабле, а также покупку железной кухонной утвари. Позже Дей заключил новый договор: на установку книгопечатного пресса в доме Гловера, в Кембридже, Массачусетс.
Вскоре Гловер погиб на корабле John of London («Джон из Лондона»), и владелицей пресса стала вдова преподобного. Дей выполнил договор, а также возглавил новую типографию. Его сын, Мэтью, помогал ему в этом деле. Считается, что первое издание Дея вышло в 1639 году. Это был листок со стихотворением «Клятва свободного человека» (The Freeman’s Oath). Возможно, это было только второе издание, а первым стал альманах, составленный Уильямом Пирсом. Ни одно из этих ранних изданий не сохранилось. В 1640 Дей издал «Массачусетскую книгу псалмов» — первую книгу, напечатанную в Северной Америке. Через год, в 1641 году, Дей получил за свою работу 300 акров земли.